# Ману темний
Ману́ темний (Cercomacroides nigrescens) — вид горобцеподібних птахів родини сорокушових (Thamnophilidae). Мешкає в Південній Америці.

## Таксономія
Темний ману був описаний в 1859 році парою німецьких орнітологов, Жаном Луї Кабанісом і Фердинандом Гайне. Його довгий час відносили до роду Ману (Cercomacra), однак за результатами молеклярно-філогегнетичного дослідження, яке показало поліфілітичність роду Cercomacra, темний ману і низка споріднених видів були переведені до новоствореного роду Cercomacroides.

### Підвиди
Виділяють п'ять підвидів:
- C. n. nigrescens (Cabanis & Heine, 1860) — Французька Гвіана, Суринам, Бразилія на північ від Амазонки в штатах Амазонас і Пара;
- C. n. aequatorialis (Zimmer, JT, 1931) — східні схили Анд в південній Колумбії, Еквадорі і на північному сході Перу;
- C. n. notata (Zimmer, JT, 1931) — східні схили Анд в центральному Перу;
- C. n. approximans (Pelzeln, 1868) — центр бразильської Амазонії, північно-східна Болівія;
- C. n. ochrogyna (Snethlage, E, 1928) — схід бразильської Амазонії.

Береговий ману (Cercomacroides fuscicauda) раніше вважався підвидом темного ману.

## Поширення й екологія
Темні ману мешкають в амазонскій сельві, тропічних і субтропічних рівнинних і гірських лісах на висоті до 2200 м над рівнем моря.